# Борис Режак
Борис Режак (Бања Лука, 6. април 1976) је српски кантаутор из Босне и Херцеговине. До сада је објавио два албума: Након толико година и Корак даље. Учествовао је на бројним музичким фестивалима. Заједно са Кети Керни, освојио је друго место на избору за представника Босне и Херцеговине на Песми Евровизије 2002, са песмом Ти и ја смо могли све. Добитник је награде „Даворин“ за сингл године у БиХ, за песму Није збогом тешка ријеч.

## Фестивали
- Мило моје (Вече забавне музике), '99
- Јесмо ли једно другом суђени (Вече забавне музике, дует са Емилијом Кокић), прва награда публике, 2002

БиХ избор за Евросонг:
- Ја вјерујем, 2001
- Ти и ја смо могли све (дует са Kati Karney), 2002

Пјесма Медитерана, Будва:
- Када оду сви, 2001
- Након толико година, 2003

Славянский базар, Белорусија:
- Ти и ја смо могли све / Гори ватра (Концерт Балканске звезде), 2002
- Када оду сви, трећа награда стручног жирија, 2003

Universetalent, Праг:
- Када оду сви, Златна плакета фестивала, 2003

Беовизија:
- Заувек, 2004
- Вила, 2018

Хрватски радијски фестивал:
- Након толико година, победничка песма, 2003
- Анђео, 2004
- Недодирљива, 2007

Бихаћ:
- Исти се проналазе, победничка песма, 2004

Први аплауз, Бања Лука:
- Покора (Гост ревијалне вечери фестивала), 2006

Радијски фестивал, Србија:
- Ти си ми била све, 2006

Радијски фестивал, БиХ:
- Још си ту, 2007

Сунчане скале, Херцег Нови:
- Питају ме људи, 2007

Београдско пролеће:
- Ластавица, 2022
- Послије нас, победничка песма, 2025

## Дискографија

### Албуми
- 2003: Након толико година
- 2008: Корак даље

## Синхронизацијске улоге
| Година синх. | Цртани филм                    | Улога        |
| ------------ | ------------------------------ | ------------ |
| 2017         | Лепотица и звер (филм из 2017) | Звер (песме) |